# Martin Goldstein (Mediziner)
Martin Goldstein (* 30. Juni 1927 in Bielefeld; † 31. August 2012 in Düsseldorf-Garath) war ein deutscher Arzt, Psychotherapeut, Autor und evangelischer Religionslehrer.
Er schrieb unter den Pseudonymen Dr. (Jochen) Sommer und Dr. Alexander Korff von 1969 bis 1984 in der Zeitschrift Bravo in der Rubrik Was Dich bewegt. Als Dr. Sommer leitete er ein Team, das die Fragen von jugendlichen Lesern zu Sexualität und Liebe beantwortete.

## Leben
Martin Goldsteins Eltern waren Protestanten, sein Vater Ernst Goldstein stammte aus einer jüdischen Familie.
1939 wurde die Familie von den deutschen Behörden aufgefordert, ihre Wohnung in der Bielefelder Wittekindstraße zu verlassen. Paul Sternfeld, der mit seiner Familie ein großes Haus in der Wertherstraße bewohnte und sich kleiner setzen musste, bot Familie Goldstein an, in sein Haus zu ziehen, welches später auch „Judenhaus“ genannt wurde. Beide Familien wurden später deportiert.
1942 musste er wegen seiner im nationalsozialistischen Jargon „halbjüdischen“ Herkunft auch die Schule verlassen und eine handwerkliche Ausbildung beginnen. Am 19. September 1944 wurde er gemeinsam mit seinem jüdischen Vater Ernst und seinem Bruder Franz zur Zwangsarbeit ins Hydrierwerk Zeitz in Tröglitz im heutigen Sachsen-Anhalt gebracht, aus dem seine Mutter ihn herausholen konnte, da sein Ausbildungsbetrieb ihn angefordert hatte.
Nachdem im Februar 1945 zunächst sein Vater Ernst in das KZ Theresienstadt deportiert wurde – er überlebte die Haft im Konzentrationslager –, erhielt auch Martin Goldstein im März 1945 einen Befehl, sich zur Deportation einzufinden. Er flüchtete daraufhin und versteckte sich in einem Wald bei Bielefeld.
Nach Ende des Zweiten Weltkrieges holte er 1947 das Abitur nach und studierte in Göttingen Medizin. An der Medizinischen Akademie Düsseldorf wurde er 1954 zum Dr. med. promoviert. Danach wurde er aber nicht Arzt, sondern Leiter einer evangelischen Anlaufstelle für Jugendliche in Düsseldorf-Eller. Von 1969 bis 1984 schrieb er für die Zeitschrift Bravo, ab 1975 war er zudem als ärztlicher Psychotherapeut in eigener Praxis in Düsseldorf tätig. Mit der Feststellung, Masturbation mache „weder krank noch schwul noch unfruchtbar“, brachte er die Bravo 1972 auf den Index. 2000 ging er in den Ruhestand.
Martin Goldstein war verheiratet und hatte drei Kinder. Zuletzt wohnte er mit seiner Lebensgefährtin in einer Wohngemeinschaft in Kaarst.

## Veröffentlichungen
- Über die Bestimmung von Penicillin im Blut und Liquor cerebrospinalis. Dissertation. Düsseldorf 1954
- Beitrag in Fragen und Aufgaben der Geschlechtserziehung heute. Kreuz-Verlag, Stuttgart/Berlin 1965
- Die Beziehung der Geschlechter. Veränderungen, Probleme und Aufgaben. Jugenddienst-Verlag, Wuppertal-Barmen 1966
- Anders als bei Schmetterlingen. Er und sie und ihre Liebe. Grafik: Heinz Edelmann. Jugenddienst-Verlag, Wuppertal 1967
- Lexikon der Sexualität. 400mal Auskunft, Antwort und Beschreibung. Mit Fotografien von Will McBride. Jugenddienst-Verlag, Wuppertal 1970, ISBN 3-7795-7001-7; Taschenbuchausgabe: Lexikon der Sexualaufklärung. Fischer-Taschenbuch-Verlag, Frankfurt 1972, ISBN 3-436-01469-9
- Teenagerliebe – von der Aufklärung zur Initiation. Ein Buch für Eltern und Erzieher und ebenso für Jugendliche. Archiv der Jugendkulturen, Berlin 2009, ISBN 978-3-940213-49-5